# Víktor Manakov (ciclista, 1960)
Víktor Víktorovich Manakov –en ruso, Виктор Викторович Манаков– (Búdogoshch, 28 de julio de 1960–Moscú, 12 de mayo de 2019) fue un deportista ruso que compitió para la Unión Soviética en ciclismo, en la modalidad de pista, especialista en la prueba de persecución por equipos. Su esposa Jolanta Polikevičiūtė y su hijo Víktor también compitieron en ciclismo.
Participó en los Juegos Olímpicos de Moscú 1980, obteniendo la medalla de oro en la prueba de persecución por equipos (junto con Valeri Movchan, Vladimir Osokin y Vitali Petrakov).
Ganó cinco medallas en el Campeonato Mundial de Ciclismo en Pista entre los años 1979 y 1987.

## Medallero internacional
| Juegos Olímpicos   | Juegos Olímpicos                   | Juegos Olímpicos  | Juegos Olímpicos            |
| Año                | Lugar                              | Medalla           | Competición                 |
| ------------------ | ---------------------------------- | ----------------- | --------------------------- |
| 1980               | Moscú ( URSS)                      | Medalla de oro    | Persecución por equipos     |
| Campeonato Mundial |                                    |                   |                             |
| Año                | Lugar                              | Medalla           | Competición                 |
| 1979               | Ámsterdam ( Países Bajos)          | Medalla de plata  | Persecución por equipos (A) |
| 1980               | Besanzón ( Francia)                | Medalla de plata  | Puntuación (A)              |
| 1981               | Brno ( Checoslovaquia)             | Medalla de plata  | Persecución por equipos (A) |
| 1986               | Colorado Springs ( Estados Unidos) | Medalla de bronce | Persecución por equipos (A) |
| 1987               | Viena ( Austria)                   | Medalla de oro    | Persecución por equipos (A) |